# Chute Tower
La chute Tower, en anglais Tower Fall, littéralement « chute de la tour », est une chute d'eau dans le Nord-Est du parc national de Yellowstone dans l'État américain du Wyoming. Les eaux tombent d'une hauteur de 40 mètres. Le nom provient de la forme des rochers au sommet de la cascade qui montent au ciel tels des tours.
Une peinture de Thomas Moran en 1871 aida à persuader le Congrès des États-Unis à faire du Yellowstone le premier parc national au monde en 1872.